# Chliaria phataea
Chliaria phataea är en fjärilsart som beskrevs av Hans Fruhstorfer 1914. Chliaria phataea ingår i släktet Chliaria och familjen juvelvingar. Inga underarter finns listade i Catalogue of Life.